# Навагампура (Грама Ніладхарі, округ Ампара)
Грама Ніладхарі Навагампура (№ W/89I) — Грама Ніладхарі підрозділу ОС Ампара, округ Ампара, Східна провінція, Шрі-Ланка.

## Демографія
| Населення (2007) | Населення (2007) | Населення (2007) | Населення (2007) | Населення (2007) |
| Населення        | Чоловіки         | Жінки            | Діти             | Дорослі          |
| ---------------- | ---------------- | ---------------- | ---------------- | ---------------- |
| 3162             | 1575             | 1587             | 1288             | 1874             |